# Гіперіппа
Гіперіппа (дав.-гр. Ὑπερίππη) — імена кількох персонажок давньогрецької міфології:
- Гіперіппа — дочка Аркаса, дружина елідського царя Ендіміона, яка народила чотирьох синів, в тому числі Етола, що завоював землю, яку було названо на його честь Етолією.
- Гіперіппа — дочка Даная і Кріно, данаїда, яка одружилася і у першу шлюбну ніч вбила Гіппокорістеса, сина Єгипта та Гефестіни.
- Гіперіппа — дочка Муніхоса і Леланте, сестра Алкандера, Філея і Мегалетора. Сім'я була справедливою, праведною і була віддана богам. Коли одного разу вночі розбійники вдерлися до їхнього будинку і підпалили його, Зевс не дозволив сім'ї померти такою жахливою смертю і перетворив їх на різних птахів. Гіперпіпа був перетворена на гагару, бо вона кинулася у воду, щоб уникнути вогню.